# Rua do Carmo (Lissabon)
Die Rua do Carmo ist eine Straße im Zentrum der portugiesischen Hauptstadt Lissabon. Sie führt vom Kreuzungspunkt der Rua Garrett und der Rua Nova do Almada etwa 200 Meter in nördlicher Richtung bergab zum Rossio (Praça de D. Pedro IV). 

## Beschreibung
Die Straße, ursprünglich Rua Nova do Carmo, ist nach dem oberhalb der Straße gelegenen und beim Erdbeben von 1755 weitgehend zerstörten Karmeliterkonvent benannt. Ihren heute gültigen Namen erhielt sie auf Beschluss der Câmara Municipal von Lissabon am 18. Mai 1889.
Sie ist eine der zentralen Straßen des Chiado und von großer kommerzieller Bedeutung. Neben alteingesessenen Kaufleuten befinden sich hier Filialen internationaler Handelsketten. Der Steg des Elevador de Santa Justa überquert die Straße. Nach dem Brand im Chiado am 25. August 1988, bei dem mehrere Gebäude aus dem 18. Jahrhundert zerstört wurden, setzte ein Niedergang ein. In den 1990er Jahren wurde unter Architekt Álvaro Siza Vieira der Wiederaufbau des Viertels vorangetrieben, der mit der Wiedereröffnung der Armazéns do Chiado seinen Abschluss fand.